# LIGネクスワン
LIGネクスワン株式会社（朝:  LIG넥스원、英: LIG Nex1）は、韓国の航空宇宙メーカー、防衛企業である。旧社名はネクスワンフューチャー（2004年 - 2007年）、LGイノテック（2000年 - 2004年）。1976年に金星精密工業として設立された。LIGネクスワンは、以前はLIGホールディングスが所有していたが、現在はLIGグループが所有している。2013年、韓国の未公開株式投資会社STICインベストメンツが率いるコンソーシアムが、LIGネクスワンの株式の49％を4,200億ウォンで取得した。 
ミサイル、水中兵器システム、レーダー、電子戦、航空電子工学、戦術通信システム、火器管制システム、海軍戦闘システム、電気工学を含む広範囲の高度な精密電子システムを開発・生産している。大韓民国国軍の兵器システムの主要サプライヤーの一つであり、兵器システムの国際的な輸出業者でもある。

## 製品

### ミサイル
- 神弓
- 海星 (ミサイル)
- 天弓 (ミサイル)
- K-SAAM（英語版）
- AT-1K Raybolt（英語版）
- KGGB[5]

### 魚雷
- K-ASROC
- 青鮫 (魚雷)（英語版）
- 白鮫 (魚雷)

## 参照
1. ↑  “２５年前、初の「円滑継承」前例残したク・ジャギョンＬＧ名誉会長”. ハンギョレ. (2019年12月16日)
2. ↑  “South Korea's LIG to Sell Stake in Weapons Firm to Local Consortium”. Wall Street Journal. (2013年2月20日) 2016年11月28日閲覧。
3. 1 2  “LIG Nex1 participates in Indian defense expo”. The Korea Times. (2020年2月5日)
4. ↑  “LIG Nex1 - CEO Message”. www.lignex1.com.   LIG Nex1. 2020年8月9日閲覧。
5. 1 2  “韓国型ＧＰＳ誘導爆弾に米軍用のＧＰＳ装着”. ハンギョレ. (2016年8月14日)
6. ↑  “韓国で小型軍用ドローン開発へ【写真】”. Sputnik日本. (2018年11月2日)
7. ↑  “LIGネクスワン、防産ロボットの技術革新”. 毎経e新聞. (2019年10月16日)